# Гавань (станция метро)
«Га́вань» — планируемая к проектированию и строительству станция Петербургского метрополитена. Будет расположена на Шкиперском протоке Васильевского острова между станциями «Морской фасад» (в стадии планирования) и «Горный институт» (действующая) на общем участке Лахтинско-Правобережной линии «Спасская» — «Морской фасад». Открытие станции «Гавань» запланировано на 2030 год.

## История проектирования
5 сентября 2022 года Смольный утвердил проект планировки территории будущей станции. Станцию планируется построить на участке с юго-восточной стороны здания по Шкиперскому протоку, 12 Н и с северо-восточной стороны здания по Большому проспекту В. О., 103 К (вдоль Наличной улицы). Согласно приложениям к документу, размещённому на сайте Смольного, здание вестибюля будет составлять высоту не более 20 метров. Внутри предусмотрены четыре эскалатора. Станция будет колонной глубокого заложения. Ожидается, что пропускная способность составит 13,6 тысячи человек в час.
«Гавань» должна стать очередной станцией Лахтинско-Правобережной линии Петербургского метрополитена после «Горного института» и перед «Морским фасадом» из общего пускового участка «Спасская» — «Морской фасад» при введённом участке «Спасская» — «Горный институт» с проездом без остановки также находящейся на нём станции «Театральная». Готовность участка «Горный институт» — «Морской фасад» ожидается в 2030 году. «Морской фасад» планируется первой на линии станцией мелкого заложения.

### Комментарии
1. ↑  Наряду со станциями «Автово», «Ленинский проспект», «Проспект Ветеранов», «Дунайская», «Беговая» и «Зенит»; также мелкого заложения (с применением технологии «стена в грунте») планируются станции «Богатырская»[7] и «Каменка»[8]